# Han Lamers
Han Lamers (* 1984 in Eindhoven) ist ein niederländischer Altphilologe.

## Leben
Er studierte Altphilologie an der Universität Leiden und Kunstgeschichte an der KU Leuven und promovierte (2013) an der Universität Leiden. Seit 2019 ist er ordentlicher Professor  für Altphilologie in Oslo, seit 2025 Leiter von Det norske institutt i Roma.
Seine Forschungsinteressen umfassen die klassischen Traditionen Griechenlands und Roms in der Frühen Neuzeit und im modernen Europa und umfassen Fragen des kulturellen Eigentums, der Selbstdarstellung und der Geistesgeschichte.

## Schriften (Auswahl)
- Greece reinvented. Transformations of Byzantine Hellenism in Renaissance Italy. Leiden 2015, ISBN 978-90-04-29755-5.
- mit Bettina Reitz-Joosse (Hrsg.): The Codex Fori Mussolini. A Latin text of Italian fascism. London 2016, ISBN 978-1-4742-2695-0.
- als Hrsg.: Constructing Hellenism: Studies on the History of Greek Learning in Early Modern Europe, Sonderheft International Journal of the Classical Tradition 25, 3, 2018, ISSN 1073-0508.
- Afterlife of antiquity. Anton Springer (1825–1891) on the classical tradition. Leuven 2019, ISBN 978-90-429-3878-6.
- mit Natasha Constantinidou (Hrsg.): Receptions of Hellenism in early modern Europe. 15th–17th centuries. Leiden 2020, ISBN 90-04-34385-7.
- mit Bettina Reitz-Joosse und Valerio Sanzotta (Hrsg.): Studies in the Latin Literature and Epigraphy of Italian Fascism. Leuven 2020, ISBN 9789461663122.
- The Right Moment. Essays Offered to Barbara Baert, Laureate of the 2016 Francqui Prize in Human Sciences, on the Occasion of the Celebratory Symposium at the Francqui Foundation, Brussels, 18-19 October 2018. In consultation with Han Lamers. Editorial assistance: Stephanie Heremans & Laura Tack. Leuven 2021, ISBN 9789042946729.